# Bârlibaș, Mureș
Bârlibaș este un sat în comuna Sânpetru de Câmpie din județul Mureș, Transilvania, România. Așezare umană foarte restrânsă aparținând comunei mureșene Sânpetru de Câmpie.